# Futbolniy Klub Spartak (Tambov)
Football Club Spartak Tambov - em russo, ФК «Спартак» Тамбов - é um clube de futebol russo fundado em 1960. Atualmente disputa a Segunda Divisão Russa.